# Hypotaenidia
Hypotaenidia — рід журавлеподібних птахів родини пастушкових (Rallidae). Раніше вважався частиною роду Gallirallus.

## Поширення
Рід включає види, що зустрічаються в Австралії, на островах Океанії та Південно-Східної Азії, а також на японському острові Окінава.

## Види
Рід включає 8 сучасних видів та 5 вимерлих:
- Пастушок окінавський (Hypotaenidia okinawae)
- Пастушок біловусий (Hypotaenidia torquata)
- Пастушок смугастий (Hypotaenidia philippensis)
- Пастушок гуамський (Hypotaenidia owstoni)
- Пастушок рожевоногий (Hypotaenidia insignis)
- Пастушок меланезійський (Hypotaenidia rovianae)
- Пастушок соломонський (Hypotaenidia woodfordi)
- Пастушок лісовий (Hypotaenidia sylvestris)
- †Пастушок фіджійський (Hypotaenidia poeciloptera)
- †Пастушок Дифенбаха (Hypotaenidia dieffenbachii)
- †Пастушок таїтянський (Hypotaenidia pacifica)
- †Hypotaenidia vavauensis
- †Пастушок вакійський (Hypotaenidia wakensis)